# Moira Hiscox
Moira Hiscox (née le 21 novembre 1937) est une athlète britannique spécialiste du 400 mètres. 

## Biographie

### Palmarès
| Date | Compétition           | Lieu      | Résultat | Performance |
| ---- | --------------------- | --------- | -------- | ----------- |
| 1958 | Championnats d'Europe | Stockholm | 3e       | 55 s 7      |

### Records
| Épreuve    | Performance | Lieu     | Date              |
| ---------- | ----------- | -------- | ----------------- |
| 200 mètres | 23 s 9      | Welwyn   | 18 juillet 1959   |
| 400 mètres | 54 s 0      | Helsinki | 12 septembre 1959 |